# Vinter-OL
 Der er for få eller ingen kildehenvisninger i denne artikel, hvilket er et problem. Du kan hjælpe ved at angive troværdige kilder til de påstande, som fremføres i artiklen.

Vinter-OL, også kaldet de olympiske vinterlege er en international multi-sportsbegivenhed som afholdes hvert fjerde år. Fra 1994 afholdes vinter-OL forskudt i forhold til sommer-OL, således at der hvert andet år afholdes enten sommer- eller vinter-OL.
Vinter-OL blev første gang afholdt i Chamonix i Frankrig i 1924, men da havde man allerede afholdt konkurrencer i vinteridræt under sommer-OL i London i 1908 (kunstskøjteløb) og i Antwerpen i 1920 (kunstskøjteløb og ishockey). De olympiske vinterlege blev afholdt hvert fjerde år fra 1924 til 1936. I 1940 blev de planlagte konkurrencer aflyst i Japan på grund af anden verdenskrig. Fra 1948 fortsatte legene hvert fjerde år frem til 1992, da man besluttede at forskyde denne cyklus sådan at vinterlegene og sommerlegene ikke længere afholdes i samme år. De næste vinterlege blev derfor afholdt allerede i 1994. Siden dengang har legene igen været arrangeret med fire års mellemrum.
Vinter-OL er afholdt på tre kontinenter, i 11 forskellige lande, men aldrig på den sydlige halvkugle. USA har arrangeret legene fire gange (i 1932, 1960, 1980 og 2002), mens Frankrig har arrangeret legene tre gange (1924, 1968 og 1992). Seks lande har afholdt legene to gange: Schweiz (1928 og 1948), Norge (1952 og 1994), Italien (1956 og 2006), Østrig (1964 og 1976), Japan (1972 og 1998) og Canada (1988 og 2010). Tre lande har afholdt vinter-OL én gang: Tyskland (1936) Jugoslavien (1984) og Rusland (2014). IOC har tildelt Pyeongchang i Sydkorea vinter-OL i 2018.

## Sportsgrene
- Bobslæde, siden 1924 (undt. 1960)
- Curling, i 1924 og siden 1998
- Ishockey, siden 1924 [a]
- Kælkning, siden 1964
- Nordisk kombineret, siden 1924
- Skeleton, 1928, 1948 og siden 2002
- Skihop, siden 1924
- Skiløb
  - Alpine discipliner, siden 1936
  - Nordiske discipliner, siden 1924
  - Freestyle ski, siden 1992
- Skiskydning, siden 1960 [b]
- Skøjteløb
  - Hurtigløb på skøjter, siden 1924 (kortbane siden 1992)
  - Kunstskøjteløb, siden 1924 [c]
- Snowboard, siden 1998

[a] I 1920 afholdtes en Ishockey-turnering ved Sommer-OL i 1920.
[b] IOCs hjemmeside betragter mændenes Militært patruljeløb ved 1924-legene som en skiskydnings disciplin.
[c] Der blev afholdt kunstskøjteløb ved Sommer-Ol i 1908 og 1920.

## Værtsbyer for vinter-OL
Tallet i parentes angiver, hvor mange gange der har været afholdt vinter-OL det pågældende sted (by/land).
| I     | 1924 | 25. januar – 5. februar 1924                                      | Chamonix (1), Frankrig (1)                                        |                                                                   |                                                                   |                                                                   |                                                                   |                                                                   |                                                                   |                                                                   |                                                                   |                                                                   |
| II    | 1928 | 11. februar - 19. februar 1928                                    | St. Moritz (1), Schweiz (1)                                       |                                                                   |                                                                   |                                                                   |                                                                   |                                                                   |                                                                   |                                                                   |                                                                   |                                                                   |
| III   | 1932 | 4. februar - 15. februar 1932                                     | Lake Placid (1), USA (1)                                          |                                                                   |                                                                   |                                                                   |                                                                   |                                                                   |                                                                   |                                                                   |                                                                   |                                                                   |
| IV    | 1936 | 6. februar - 16. februar 1936                                     | Garmisch-Partenkirchen (1), Tyskland (1)                          |                                                                   |                                                                   |                                                                   |                                                                   |                                                                   |                                                                   |                                                                   |                                                                   |                                                                   |
| 1940  | 1940 | Tildelt Sapporo, Japan; aflyst grundet 2. Verdenskrig             | Tildelt Sapporo, Japan; aflyst grundet 2. Verdenskrig             | Tildelt Sapporo, Japan; aflyst grundet 2. Verdenskrig             | Tildelt Sapporo, Japan; aflyst grundet 2. Verdenskrig             | Tildelt Sapporo, Japan; aflyst grundet 2. Verdenskrig             | Tildelt Sapporo, Japan; aflyst grundet 2. Verdenskrig             | Tildelt Sapporo, Japan; aflyst grundet 2. Verdenskrig             | Tildelt Sapporo, Japan; aflyst grundet 2. Verdenskrig             | Tildelt Sapporo, Japan; aflyst grundet 2. Verdenskrig             | Tildelt Sapporo, Japan; aflyst grundet 2. Verdenskrig             | Tildelt Sapporo, Japan; aflyst grundet 2. Verdenskrig             |
| 1944  | 1944 | Tildelt Cortina d'Ampezzo, Italien; aflyst grundet 2. Verdenskrig | Tildelt Cortina d'Ampezzo, Italien; aflyst grundet 2. Verdenskrig | Tildelt Cortina d'Ampezzo, Italien; aflyst grundet 2. Verdenskrig | Tildelt Cortina d'Ampezzo, Italien; aflyst grundet 2. Verdenskrig | Tildelt Cortina d'Ampezzo, Italien; aflyst grundet 2. Verdenskrig | Tildelt Cortina d'Ampezzo, Italien; aflyst grundet 2. Verdenskrig | Tildelt Cortina d'Ampezzo, Italien; aflyst grundet 2. Verdenskrig | Tildelt Cortina d'Ampezzo, Italien; aflyst grundet 2. Verdenskrig | Tildelt Cortina d'Ampezzo, Italien; aflyst grundet 2. Verdenskrig | Tildelt Cortina d'Ampezzo, Italien; aflyst grundet 2. Verdenskrig | Tildelt Cortina d'Ampezzo, Italien; aflyst grundet 2. Verdenskrig |
| V     | 1948 |                                                                   | St. Moritz (2), Schweiz (2)                                       |                                                                   |                                                                   |                                                                   |                                                                   |                                                                   |                                                                   |                                                                   |                                                                   |                                                                   |
| VI    | 1952 |                                                                   | Oslo (1), Norge (1)                                               |                                                                   |                                                                   |                                                                   |                                                                   |                                                                   |                                                                   |                                                                   |                                                                   |                                                                   |
| VII   | 1956 |                                                                   | Cortina d'Ampezzo (1), Italien (1)                                |                                                                   |                                                                   |                                                                   |                                                                   |                                                                   |                                                                   |                                                                   |                                                                   |                                                                   |
| VIII  | 1960 |                                                                   | Squaw Valley (1), USA (2)                                         |                                                                   |                                                                   |                                                                   |                                                                   |                                                                   |                                                                   |                                                                   |                                                                   |                                                                   |
| IX    | 1964 |                                                                   | Innsbruck (1), Østrig (1)                                         |                                                                   |                                                                   |                                                                   |                                                                   |                                                                   |                                                                   |                                                                   |                                                                   |                                                                   |
| X     | 1968 | 6. februar - 18. februar 1968                                     | Grenoble (1), Frankrig (2)                                        |                                                                   |                                                                   |                                                                   |                                                                   |                                                                   |                                                                   |                                                                   |                                                                   |                                                                   |
| XI    | 1972 |                                                                   | Sapporo (1), Japan (1)                                            |                                                                   |                                                                   |                                                                   |                                                                   |                                                                   |                                                                   |                                                                   |                                                                   |                                                                   |
| XII   | 1976 |                                                                   | Innsbruck (2), Østrig (2)                                         |                                                                   |                                                                   |                                                                   |                                                                   |                                                                   |                                                                   |                                                                   |                                                                   |                                                                   |
| XIII  | 1980 |                                                                   | Lake Placid (2), USA (3)                                          |                                                                   |                                                                   |                                                                   |                                                                   |                                                                   |                                                                   |                                                                   |                                                                   |                                                                   |
| XIV   | 1984 |                                                                   | Sarajevo (1), Jugoslavien (1)                                     |                                                                   |                                                                   |                                                                   |                                                                   |                                                                   |                                                                   |                                                                   |                                                                   |                                                                   |
| XV    | 1988 |                                                                   | Calgary (1), Canada (1)                                           |                                                                   |                                                                   |                                                                   |                                                                   |                                                                   |                                                                   |                                                                   |                                                                   |                                                                   |
| XVI   | 1992 |                                                                   | Albertville (1), Frankrig (3)                                     |                                                                   |                                                                   |                                                                   |                                                                   |                                                                   |                                                                   |                                                                   |                                                                   |                                                                   |
| XVII  | 1994 |                                                                   | Lillehammer (1), Norge (2)                                        |                                                                   |                                                                   |                                                                   |                                                                   |                                                                   |                                                                   |                                                                   |                                                                   |                                                                   |
| XVIII | 1998 |                                                                   | Nagano (1), Japan (2)                                             |                                                                   |                                                                   |                                                                   |                                                                   |                                                                   |                                                                   |                                                                   |                                                                   |                                                                   |
| XIX   | 2002 |                                                                   | Salt Lake City (1), USA (4)                                       |                                                                   |                                                                   |                                                                   |                                                                   |                                                                   |                                                                   |                                                                   |                                                                   |                                                                   |
| XX    | 2006 |                                                                   | Torino (1), Italien (2)                                           |                                                                   |                                                                   |                                                                   |                                                                   |                                                                   |                                                                   |                                                                   |                                                                   |                                                                   |
| XXI   | 2010 |                                                                   | Vancouver/Whistler (1), Canada (2)                                |                                                                   |                                                                   |                                                                   |                                                                   |                                                                   |                                                                   |                                                                   |                                                                   |                                                                   |
| XXII  | 2014 |                                                                   | Sotji (1), Rusland (1)                                            |                                                                   |                                                                   |                                                                   |                                                                   |                                                                   |                                                                   |                                                                   |                                                                   |                                                                   |
| XXIII | 2018 |                                                                   | Pyeongchang (1), Sydkorea (1)                                     |                                                                   |                                                                   |                                                                   |                                                                   |                                                                   |                                                                   |                                                                   |                                                                   |                                                                   |
| XXIV  | 2022 | 4. februar - 20. februar 2022                                     | Beijing, Kina                                                     |                                                                   |                                                                   |                                                                   |                                                                   |                                                                   |                                                                   |                                                                   |                                                                   |                                                                   |
| XXV   | 2026 | 6. februar - 22. februar 2026                                     | Milan og Cortina d'Ampezzo, Italien                               |                                                                   |                                                                   |                                                                   |                                                                   |                                                                   |                                                                   |                                                                   |                                                                   |                                                                   |

## Deltagende nationer
| Vinter-OL              | Nationer | Nationer, der deltog for første gang |
| ---------------------- | -------- | --- |
| Chamonix 1924          | 16       | Belgien, Canada, Estland, Finland, Frankrig, Italien, Jugoslavien, Letland, Norge, Polen, Schweiz, Storbritannien, Sverige, Tjekkoslovakiet, USA og Østrig.                                   |
| St. Moritz 1928        | 25       | Argentina, Holland, Japan, Litauen, Luxembourg, Mexico, Rumænien, Tyskland og Ungarn |
| Lake Placid 1932       | 17       | Ingen |
| Garmisch-Part. 1936    | 28       | Australien, Bulgarien, Grækenland, Liechtenstein, Spanien og Tyrkiet |
| St. Moritz 1948        | 28       | Chile, Danmark, Island, Libanon og Sydkorea |
| Oslo 1952              | 30       | New Zealand og Portugal |
| Cortina d'Ampezzo 1956 | 32       | Bolivia, Iran og Sovjetunionen |
| Squaw Valley 1960      | 30       | Sydafrika |
| Innsbruck 1964         | 36       | Indien, Mongoliet og Nordkorea |
| Grenoble 1968          | 37       | DDR, Marokko og Vesttyskland |
| Sapporo 1972           | 35       | Filippinerne og Taiwan |
| Innsbruck 1976         | 37       | Andorra og San Marino |
| Lake Placid 1980       | 37       | Costa Rica, Cypern og Kina |
| Sarajevo 1984          | 49       | Amerikanske Jomfruøer, Egypten, Mongoliet, Puerto Rico og Senegal |
| Calgary 1988           | 57       | Fiji, Guam, Guatemala, Hollandske Antiller og Jamaica |
| Albertville 1992       | 64       | Algeriet, Bermuda, Brasilien, Honduras, Irland, Kroatien, Slovenien, SNG (det forenede hold) og Swaziland                                                                                     |
| Lillehammer 1994       | 67       | Amerikansk Samoa, Armenien, Bosnien-Hercegovina, Georgien, Hviderusland, Israel, Kasakhstan, Kirgisistan, Moldavien, Rusland, Slovakiet, Tjekkiet, Trinidad og Tobago, Ukraine og Usbekistan. |
| Nagano 1998            | 72       | Aserbajdsjan, Kenya, Makedonien, Uruguay og Venezuela |
| Salt Lake City 2002    | 77       | Cameroun, Hong Kong, Nepal, Tadsjikistan og Thailand |
| Torino 2006            | 80       | Albanien, Etiopien, Madagaskar og Serbien-Montenegro |
| Vancouver 2010         | 82       | Caymanøerne, Colombia, Ghana, Montenegro, Pakistan, Peru og Serbien |
| Sotji 2014             | 88       | Dominica, Malta, Paraguay, Østtimor, Togo, Tonga og Zimbabwe |
| Pyeongchang 2018       | 92       | Ecuador, Eritrea, Kosovo, Malaysia, Nigeria og Singapore |
| Beijing 2022           |          | |